# Waterford (Connecticut)
Waterford ist eine Stadt im New London County im US-Bundesstaat Connecticut, Vereinigte Staaten, mit 18.800 Einwohnern (Stand: 2004). Die geographischen Koordinaten sind 41,34° Nord, 72,14° West. Das Stadtgebiet hat eine Größe von 115,0 km². Auf dem Stadtgebiet befindet sich das Kernkraftwerk Millstone, das über drei Reaktoren verfügt.

## Söhne und Töchter der Stadt
- Jesse Metcalfe (* 1978), Schauspieler